# Lauri
Lauri är ett finskt och estländskt mansnamn. Det kan syfta på följande personer:
- Lauri Aho, finländsk politiker
- Lauri Dalla Valle, finländsk fotbollsspelare
- Lauri Harjola "Renny Harlin", finländsk-amerikansk filmregissör och filmproducent
- Lauri Honko, finländsk religionsforskare och folklorist
- Lauri Hyvämäki, finländsk historiker
- Lauri Ingman, finländsk teolog och politiker
- Lauri Karvonen, finländsk statsvetare
- Lauri Kristian Relander, Finlands andra president åren 1925-1931
- Lauri Malmberg, finländsk generalmajor
- Lauri Markkanen, finländsk basketspelare
- Lauri Merten, amerikansk professionell golfspelare
- Lauri Pelkonen, finländsk jägarofficer
- Lauri Pihkala, finländsk idrottsteoretiker
- Lauri Porra, finländsk musiker; basist i Stratovarius
- Lauri Puntila, finländsk historiker, kulturpolitiker och professor
- Lauri Reitz, finländsk byggmästare och konstsamlare
- Lauri Roivas, finländsk boende
- Lauri Skyttä, finländsk sergeant
- Lauri Sutela, finländsk general
- Lauri Tammelin "Lars Tammelin", finländsk biskop och professor i matematik
- Lauri Tähkä, finländsk sångare, fd. bonde
- Lauri Törni, finländsk löjtnant
- Lauri Valonen, finländsk utövare av nordisk kombination
- Lauri Ylönen, finländsk musiker; sångare i The Rasmus